# Antoni Tàpies
Pour les articles homonymes, voir Tàpies (homonymie) et Puig.
Antoni Tàpies i Puig, 1er marquis de Tàpies (né à Barcelone le 13 décembre 1923 et mort dans la même ville le 6 février 2012), est un peintre, sculpteur, essayiste et théoricien de l'art espagnol d'expression catalane. L'un des principaux représentants de l'informalisme, il est considéré comme l'un des artistes espagnols les plus en vue du XXe siècle. L'œuvre de l'artiste catalan dispose d'un centre d'étude et de conservation à la Fondation Antoni Tàpies de Barcelone.
Autodidacte, Tàpies a créé son propre style au sein de l'art d'avant-garde du XXe siècle, où tradition et innovation se conjuguent dans un style abstrait mais plein de symbolisme, donnant une grande pertinence au substrat matériel de l'œuvre. Il convient de souligner le sens spirituel marqué que l'artiste donne à son œuvre, où le support matériel transcende son état pour signifier une analyse profonde de la condition humaine.
Le travail de Tàpies a été très apprécié au niveau national et international et a été exposé dans les musées les plus prestigieux du monde. Tout au long de sa carrière, il a reçu de nombreux prix et distinctions, dont le Prix de la Fondation Wolf (1981), la médaille d'or de la généralité de Catalogne (1983), le Prix Prince des Asturies pour les arts (1990), la Médaille Picasso de l'UNESCO (1993) et le Prix Velázquez des arts plastiques (2003). En reconnaissance de sa carrière artistique, le roi Juan Carlos Ier lui a décerné le titre de marquis de Tàpies le 9 avril 2010.

## Biographie

### Jeunesse
Le père d'Antoni Tàpies est avocat. Sa mère est issue d'une famille d'éditeurs et de marchands de livres. Il développe très jeune des talents artistiques, mais il suit les conseils familiaux et fait des études de droit, continuant cependant à peindre et à dessiner durant cette période.
Au début des années 1940, Tàpies est victime d'une grave infection pulmonaire qui lui impose deux années de convalescence durant lesquelles il s'intéresse à l'histoire de la philosophie, à la musique romantique, continuant à peindre et à dessiner. Il est profondément marqué par les atrocités de la guerre civile espagnole. C'est au terme de cette période qu'il se tourne définitivement vers l'art.

### Carrière artistique

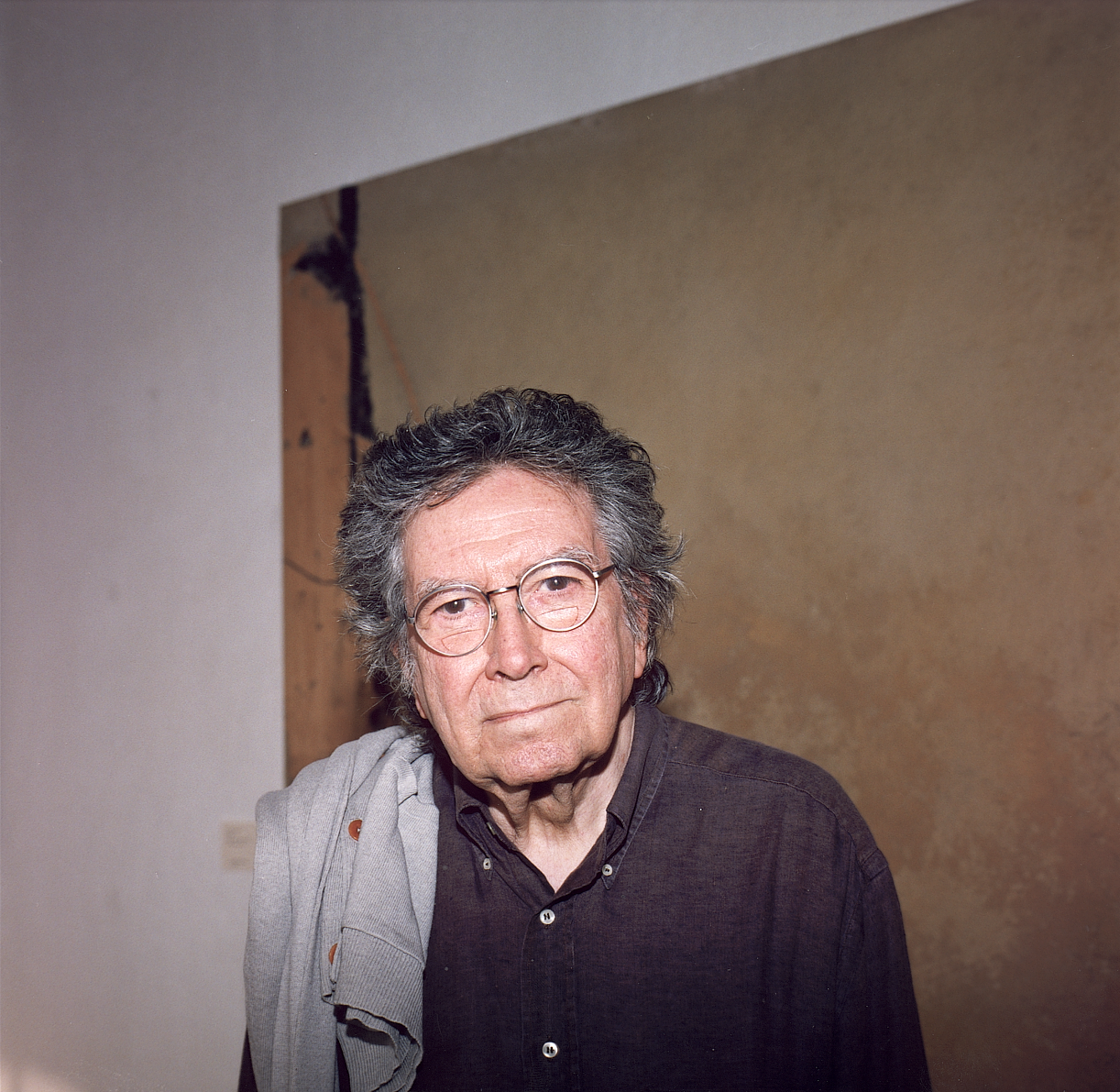
Antoni Tàpies.

Il commence par suivre des cours de dessin à l'Académie Valls, en 1943, avant de se consacrer à la peinture en 1946. Il fait des copies à l'huile de tableaux de van Gogh et de Picasso. Il perfectionne également ses connaissances musicales et s'intéresse de plus en plus à la littérature, à la philosophie, à l'art oriental ainsi qu'à la calligraphie. Influencé par la philosophie orientale, il utilise des empâtements épais, des collages, des objets trouvés et des graffiti pour ses premières créations. Il fréquente également un groupe clandestin d'écrivains catalans, le Baus.
En 1948, son travail suscite la controverse lors de sa première participation au Salo d'Octubre de Barcelone. La même année, il est cofondateur du mouvement « Dau al Set » et de la revue éponyme, proche des mouvements dadaïste et Surréaliste et dont l'âme est le poète catalan Joan Brossa. En 1949, il rencontre Joan Miró, qui l'influence énormément, à l'instar de Paul Klee pendant sa première période surréaliste.
Sa première exposition personnelle a lieu en 1950 à la Galerias Layetanas de Barcelone. Il se dirige rapidement vers l'abstraction et, bien avant l'Arte Povera, intègre des matériaux non académiques (matériaux organiques végétaux, débris de terre et de pierre) dans ses travaux. Ainsi, à partir de 1953, il est un des premiers à donner ses lettres de noblesse au mélange des matériaux, ajoutant de la poudre d'argile et de marbre à sa peinture, utilisant le papier déchiré, la corde et des chiffons (Gris et Vert, Tate Gallery, Londres, 1957).

#### Reconnaissance internationale
Dès le milieu des années 1950, sa renommée devient internationale. Il remporte des prix internationaux (Carnegie International de Pittsburgh) et est boursier du gouvernement français. Il participe à la Biennale de Venise en 1952 et est exposé dans plusieurs pays. Dans les années 1960, maintenant son œuvre dans le domaine de la recherche, il collabore avec Enrique Tábara, Antonio Saura, Manolo Millares et de nombreux autres artistes. Son travail s'enrichit alors de références politiques qui prennent la forme de symboles et de mots écrits sur les supports. À partir des années 1970, influencé par le Pop-art, il intègre dans ses œuvres des matériaux plus volumineux, tels que des pièces de mobilier. Dans les années 1990, il collabore avec Estéfano Viu, Maximiliano, Eduardo Chillida et de nombreux autres artistes. En 2000, il réalise l'affiche officielle des Internationaux de France de tennis. Il illustre le no 7025 du journal Libération, daté du samedi 13 décembre 2003 et du dimanche 14 décembre 2003 avec onze œuvres originales ainsi qu'un alphabet complet de lettrines.

### Fondation Tàpies

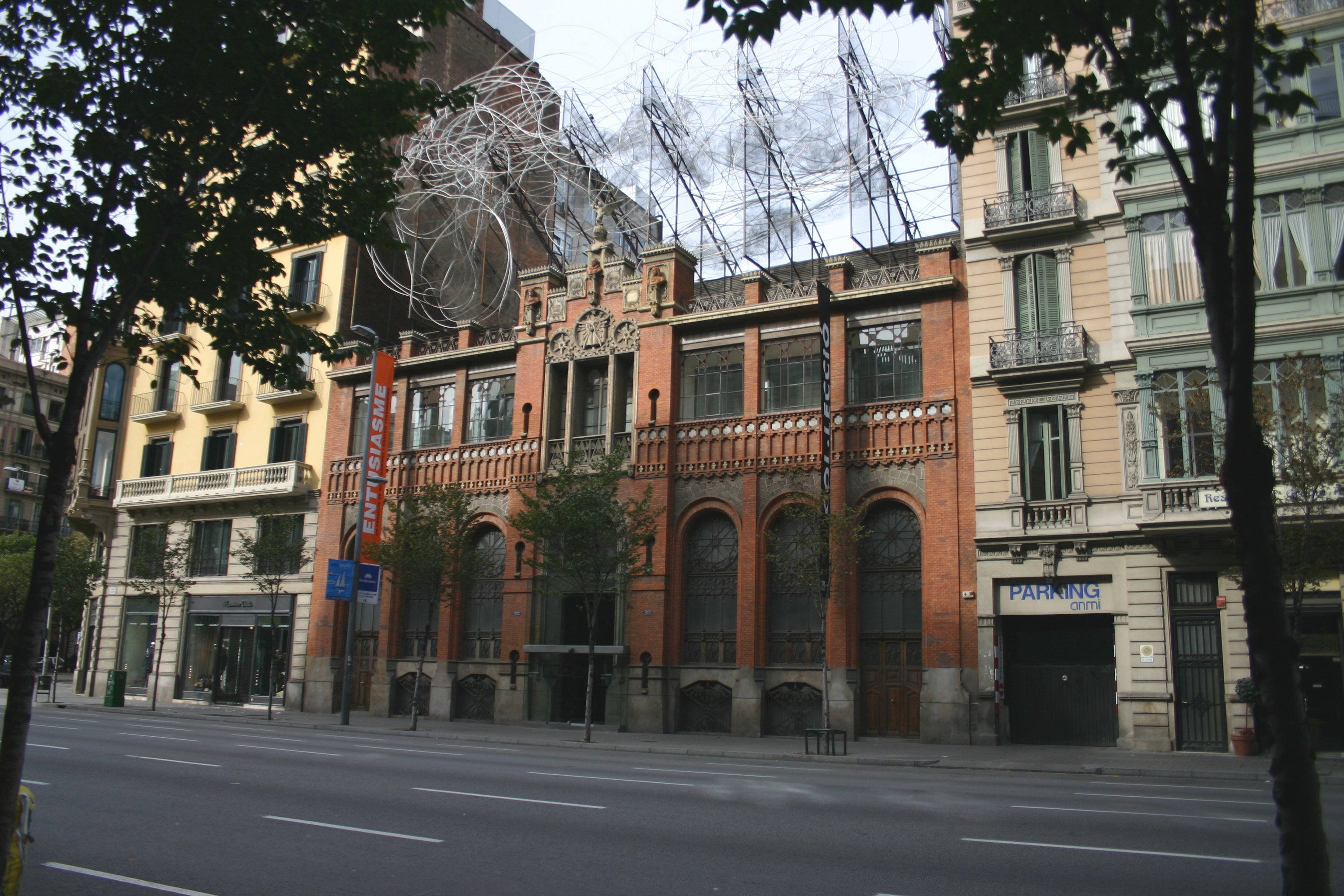
Maison Montaner i Simon à Barcelone, siège de la Fondation Tàpies.

Enfant de Barcelone, Tàpies a été chargé de métamorphoser l'ancienne maison Montaner i Simon. Il en a conservé la façade mais il a couronné le toit d'une sculpture, Nuage et chaise, composée de tubes d'aluminium et d'une toile métallique d'acier inoxydable : l'ensemble est un nimbe d'où surgit un siège suspendu. C'est désormais le siège de la Fondation Tàpies, créée en 1984 et vouée à l'étude de l'art moderne.
En 1990, la fondation ouvre un musée et une bibliothèque. À cette occasion, Antoni Tàpies confie :
« Mon illusion est d'avoir quelque chose à transmettre. Si je ne peux pas changer le monde, je désire au moins changer la manière dont les gens le regardent. »

### Distinctions, prix, hommages
Tàpies a reçu de nombreux prix : prix du Providence Art Club, prix de la fondation Guggenheim, grand prix de la gravure de la biennale de Ljubljana en Yougoslavie, Praemium Imperiale, Prix Prince des Asturies…
En 1979, il est élu membre de l'Académie des arts de Berlin.
En 1981, il reçoit la Médaille d'or du mérite des beaux-arts par le Ministère de l'Éducation, de la Culture et des Sports.
Il est nommé officier de l'ordre des Arts et des Lettres en 1983, puis promu commandeur en 1988.
En 1994, il devient membre associé étranger de l'Académie des beaux-arts.
En avril 2010, Antoni Tàpies est élevé par le roi d'Espagne au titre héréditaire de Marquis de Tapiès pour sa « grande contribution aux arts plastiques espagnols et mondiaux ».
Il est docteur honoris causa de l'université des arts de Berlin (1979), du Royal College of Art de Londres (1981), de l'université de Barcelone (1988).
En hommage à Tàpies, un timbre de 5 francs, reproduisant l'une de ses œuvres, est émis par les Postes françaises en 1992.

## Œuvre
À travers son œuvre, Tàpies montre un intérêt particulier pour les lacérations, les entailles et les griffures au sein de ces compositions. Il qualifie ces œuvres de « champs de batailles où les blessures se multiplient à l'infini. »
Les éléments graphiques et plastiques dont il fait usage se retrouvent de toile en toile formant ainsi un univers qui lui est propre. Il travaille la matière à l'aide de « matériaux pauvres » et se sert de la technique du collage, de l'empâtement, du grattage et de la déchirure. C'est en mélangeant la colle et le colorant, associés parfois à du sable, de la poussière, de la terre, que Tàpies trouve son médium, la matière par laquelle il va exprimer la profondeur, les formes, l'ombre, la lumière, en travaillant à l'aide d'outils mais également avec son corps. La croix, prenant des formes variées, les taches, les graffitis, les formes rectangulaires (qui s'apparentent à des espaces fermés, des murs, des volets clos) sont des éléments récurrents de son vocabulaire plastique. Par les matériaux utilisés ainsi que les formes qu'il crée, Tapiès nous fait découvrir un nouveau monde, des nouveaux paysages.
La pratique de Léonard de Vinci a été également une source importante d'inspiration pour Tàpies. Il s'est rendu compte que, dans la plupart des dessins de Léonard, des paysages d'origine chinoise se trouvent en arrière-plan. On retrouve ainsi chez Tàpies cette atmosphère vaporeuse, le sfumato, qu'il évoque à l'aide d'encre diluée et qui donne l'idée d'une certaine profondeur à ses peintures (Souvenir, 1982).
On ne peut pas vraiment parler de couleur mais plutôt d'un ensemble de valeurs qui se côtoient et s'assemblent. Il utilise essentiellement le noir et le blanc, la gamme des bistres, et fait usage de notes colorées ponctuelles, qui créent ainsi des dynamiques fortes dans ses compositions.
Ses œuvres sont d'un caractère provocateur proche du dadaïsme, anti-esthétique, pauvre, rappelant parfois les graffitis et les tas de déchets. Tàpies a exploré plusieurs médias, comme l'estampe, la gravure, la peinture, l'assemblage et la sculpture dans lesquels il a introduit différentes techniques comme le gaufrage, le collage, le flocage, la lacération, le pliage et le découpage.
Il a illustré plus de trente livres d'artiste.

## Expositions

### Principales expositions personnelles
- 'Temps, matière, mémoire' Galerie Lelong, Paris
- 2012
  - 'Hommage à Antoni Tàpies' Galerie Lelong, Paris
- 2011 :
  - Galerie Lelong, Paris
- 2010 :
  - Galerie Waddington, Londres
  - Marca, Catanzaro (Italie)
  - Fondation Tapies, Barcelone (Espagne)
- 2009 :
  - Galerie Lelong, Paris
  - Kunstmuseum, Saint-Gall (Suisse)
- 2008 :

- 2007 :

- 2006 :
  - Waddington Gallery, Londres
- 2005 :
  - Essl Museum, Klosterneuburg (Autriche)
  - Centro Cultural Banco do Brasil, Rio de Janeiro (Brésil)
  - Museo Patio Herreriano, Valladolid (Espagne)
  - Hara Museum of Contemporary Art, Tokyo
- 2004 :
  - Musée d'art contemporain (MACBA), Barcelone
  - Museo Nacional Centro de Arte Reina Sofía, Madrid
  - Centro Cultural Banco do Brasil, Sao Paulo (Brésil)
- 1999 :
  - Collection Essl Museum, Klosterneuburg (Autriche)
- 1995 :
  - The Solomon R.Guggenheim Museum, New York
- 1994 :
  - Galerie nationale du Jeu de Paume, Paris
- 1992 :
  - The Museum of Modern Art, New York
- 1991 :
  - Museo National Centro de Arte Reina Sofía, Madrid
- 1986 :
  - Stedelijk Van Abbemusem, Eindhoven (Pays-Bas)
- 1984 :
  - Fondation Joan Miró, Barcelone
- 1973 : 
  - Rétrospective en Suisse romande, au musée Rath de Genève
- 1967 :
  - Rétrospective à Saint-Gall (Suisse)
- 1962 :
  - Première exposition rétrospective organisée par Werner Schmalenbach au Kestnergesellschaft de Hanovre[10]
- 1958 :
  - Galerie de L'Ariete (Galleria dell' Ariete), Milan présentée par Jacques Dupin[11]
  - New York
  - Biennale de Venise
- 1955 :
  - Phases de l'art contemporain, Paris organisée par Édouard Jaguer[11].
- 1953 : 
  - Marshall Field Art Gallery
  - Galerias Biosca
  - Martha Jackson Gallery
- 1952 :
  - XXVIe Biennale de Venise[11]
  - Carnegie Institute[11]
  - Gallerias Layetanas, Barcelone
- 1950 :
  - Galerias Layetanas, Barcelone
  - Musée municipal de Mataró

### Expositions collectives
- 2014
  - Antoni Tàpies, Dominique Coffignier, James Coignard, Takesada Matsutani, La Grande Galerie, La Fabrique, Savasse[12].
- 2002
  - Champs libres - Espagne(s) - Eduardo Arroyo, Miquel Barceló, Eduardo Chillida, Carles Gabarró, Antonio Saura, José Subirà-Puig, Antoni Tàpies, Office régional culturel de Champagne-Ardenne, Épernay[13].
- Septembre-octobre 1992
  - Exposition d'art contemporain - dix-sept artistes espagnols : Eduardo Arroyo, Antoni Clavé, Andrés Segovia, Antoni Tàpies..., salons d'honneur de l'hôtel-de-ville de Levallois-Perret.
- 1967
  - Galerie Maeght de paris ( Novembre)[10].
  - Kunstmuseum de Saint-Gall, Suisse[10].
- 1964
  - Painting and scilpture of the decade, Tate Gallery, Londres[10].
- 1960
  - New spanish painting and sculpture, MOMA de New York et « Before Picasso, after Miró » au Musée Solomon R. Guggenheim[10].
- 1953 :
  - Biennale de São Paulo
- 1950 :
  - Exposition à la Pittsburg International Exhibition of Contemporary Painting
- 1949 :
  - Salon de octubre, Barcelone
  - Institut français, Barcelone
  - Salon de los Once, Madrid

### Rétrospectives
Plusieurs rétrospectives lui sont consacrées : à Hanovre en 1962, à Vienne en 1968, au Musée d'art moderne de la ville de Paris en 1973, à la Galerie nationale du Jeu de Paume de Paris en 1994, au Musée Reina Sofia à Madrid en 2000, au Musée d'art contemporain de Barcelone en 2004, à l'Hôtel des Arts de Toulon en 2006, en 2012 au musée d'Art moderne de Céret et en 2023 à Bruxelles.

## Collections publiques

### Espagne
- Fondation Antoni Tàpies, Barcelone
- Fondation Juan March, Madrid
- Musée Reina Sofía, Madrid
- Musée Guggenheim, Bilbao
- Fondation Pedraza, Ségovie[16]

### États-Unis
- Musée d'art contemporain de Los Angeles
- Allbright-Knox Art Gallery, Buffalo, New York
- Hirshhorn Museum and Sculpture Garden, Washington

### Canada
- Winipeg art Gallery
- Musée Laurier
- Art Gallery of Nova Scotia
- Musée national des beaux-arts du Québec[17]

### Autres
- Stedelijk Museum, Amsterdam
- Musée Ludwig, Cologne
- Waddington Galeries, Londres
- Fonds municipal d'art contemporain de la Ville de Paris, France
- Fondation Pierre Gianadda, Martigny, Suisse : Mural, céramique monumentale, 2004

## Publications

### Essais
- (ca) La Pràctica de l'Art, 1970 ; recueil d'écrits et d'articles.
  - éd. fr. : La Pratique de l'Art, éd. Gallimard, 1994
- (ca) L'Art contra l'Estética, Barcelone, éd. Cinc d'Oros, 1974
  - éd. fr. : L'Art contre l'esthétique, Paris, éd. Galilée, coll. écritures/figures, 1978
- (ca) Memoria personal : Fragment per una autobiografia, Barcelone, éd. Critica, 1977
  - éd. fr. : Mémoire : autobiographie, Paris, éd. Galillée, 1981
- (ca) La realitat com a art, Barcelone, éd. Laertes, 1982
  - éd. fr. : La Réalité comme art, Paris, éd. Daniel Lelong, 1989
- (ca) Per un art modern i progressista, Barcelone, éd. Empúries, 1985
- (ca) El valor del art, éd. Fundació Antoni Tàpies/Empúries, 1993
  - éd. fr. : La valeur de l'art, Marseille, éd. André Dimanche, 2001
- (ca)  L'Art i els seus llocs, Madrid, éd. Siruela, 1999
  - éd. fr. : L'Art et ses lieux, Paris, éd. Galerie Lelong, 2003

### Illustrations
- Jean Daive, Tàpies, répliquer, Paris, éd. Maeght, 1981 ; recueil de poésies illustré de 4 gravures originales de Tapiès
- Alexander Mitscherlich, Sinnieren über Schmutz, éd. Erker, 1976 ; réflexion sur le thème de la saleté illustré de gravures originales de Tàpies
- Rafaël Alberti, Retornos de lo vivo lejano : Ora maritima, 1977 ; version illustrée de gouaches de Tàpies

### Catalogue raisonné
- (en) Tapies : Complete Works Volume I : 1943-1960, éd. Polígrafa, 2002 ; catalogue compilé par Anna Agusti, préface de Georges Raillard
- (en) Tapies : Complete Works Volume II : 1961-1968 , éd. Polígrafa, 2002 ; catalogue compilé par Anna Agusti, préface d'Andreas Franzke
- (en) Tapies : Complete Works Volume III : 1969-1975 , éd. Polígrafa, 2002 ; catalogue compilé par Anna Agusti, préface de Manuel Borja-Villel
- (en) Tapies : Complete Works Volume IV : 1976-1981 , éd. Rizzoli, 1997 ; catalogue compilé par Anna Agusti, préface de Jacques Dupin
- (en) Tapies : Complete Works Volume V : 1982-1985 , éd. Rizzoli, 1998 ; catalogue compilé par Anna Agusti, préface de Serge Guilbaut
- (en) Tàpies : Complete Works Volume VI : 1986-1990, éd. Polígrafa, 2002 ; catalogue compilé par Anna Agusti, préface de Jacques Dupin
- (en) Tàpies : Complete Works Volume VII : 1991-1997, éd. Polígrafa, 2003 ; catalogue compilé par Anna Agusti, préface de Jean Frémon
- (en) Tapies : Complete Works Volume VIII : 1998-2004 , éd. Polígrafa, 2006, ; catalogue compilé par Anna Agusti, préface de Nuria Enguita Mayo

### Filmographie
- Tapiès, de Rolph Wohlin, 1967
- Antoni Tapiès, de Clovis Prévost, 1969
- Antoni Tapiès, de Roland Penrose, 1974
- Antoni Tapiès, de Werner Kruger, 1980
- Antoni Tapiès, de Liliane Thorn-Petit, 1980
- Antoni Tapiès de A à Z, de André S. Labarthe, 1982 [19]
- Barcelona Vista, de Jean Réal, 1992 [20]
- Sources :
  - Gisèle Breteau-Skira (Musée national d'Art moderne), Abécédaire des films sur l'art moderne et contemporain, 1905-1984, Paris, Musée national d'Art moderne / Centre Georges-Pompidou, janvier 1985, 281 p. (ISBN 2-85850-294-3 et 978-2-85850-294-3).
  - « Plateforme consacrée au référencement de la création documentaire francophone et internationale », sur film-documentaire.fr (consulté le 15 juillet 2025).